# Epeiromulona
Epeiromulona is een geslacht van vlinders van de familie spinneruilen (Erebidae), uit de onderfamilie Arctiinae.

## Soorten
- E. biloba Field, 1952
- E. hamata Field, 1952
- E. icterinus Field, 1952
- E. lephina Field, 1952
- E. phelina Druce, 1885
- E. roseata Field, 1952
- E. thysanata Field, 1952